# Cool (single)
Cool este o melodie pop a artistei Gwen Stefani de pe primul album solo, "Love.Angel.Music.Baby.". Direcția muzicalǎ a melodiei este inspiratǎ de muzica anilor '80. Versurile nareazǎ o relație în care doi iubiți s-au despǎrțit, dar rǎmân "cool", adicǎ prieteni. A fost lansat ca al patrulea single și a atins Top20 în toatǎ lumea, ajungând chiar #1 în Canada.

## Compunere
Versurile melodiei reflectǎ fosta relație a artistei cu basistul formației No Doubt, Tony Kanal. Cu toate cǎ relația lor se terminase, versurile prezintă atitudinea lui Stefani, demonstrând cǎ cei doi sunt  „cool”, rǎmǎnând foarte buni prieteni. Relația artistei cu Tony s-a dovedit a fi inspirația pentru hitul formației No Doubt, „Don't Speak” (1996), în timp ce „Cool” prezintǎ relația amicalǎ între foști iubiți, în timp ce în „Don't Speak” este vorba despre o relație distrusǎ, fǎrǎ nicio soluție pentru cuplu.
Dallas Austin a compus „Cool” dupǎ ce a ascultat piesa „Underneath It All” a formației No Doubt (2003). Nesimțindu-se în stare sǎ termine melodia, a întrebat-o pe Stefani dacǎ vrea și ea sǎ participe. Cei doi au terminat melodia în 15 minute.
Gwen a spus cǎ nu a avut niciodatǎ intenția sǎ includǎ material „personal” pe album și a zis cǎ „nu conteazǎ ce faci, lucrurile ies la ivealǎ. Astfel am pus capǎt unui capitol într-un mod foarte frumos”.

## Recenzii

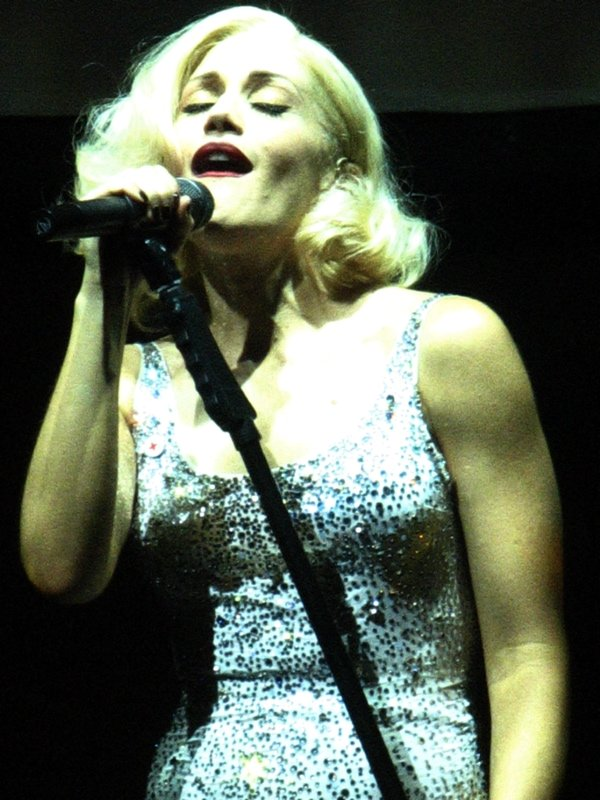
Gwen Stefani interpretând Cool live.

"Cool" a fost primit foarte bine de criticii de specialitate. The Toronto Star a numit-o "imnul dragostei acestui an" cu toate cǎ Bill Lamb de la About.com a simțit cǎ "nu atrage imediat atenția precum celelalte melodii ale ei". Revista Blender a poziționat melodia pe locul #45 în topul melodiilor anului 2005. Richard Smirke de la PlayLouder a zis cǎ melodia folosește cu succes aceeași rețetǎ ca și alte melodii de pe album, precum "Serious" și "What You Waiting For?", însǎ aduce aminte și de stilul pop al Madonnei din anii '80. Jamas Damas de la PopMatters a descris melodia ca fiind una care ar fi putut fi inclusǎ pe un album No Doubt fǎrǎ probleme.

## Succesul în topuri
Cu toate cǎ melodia a fost lansatǎ oficial la posturile de radio din S.U.A. pe 5 iulie 2005, aceasta a apǎrut cu o sǎptǎmânǎ mai devreme în topul Pop 100 Airplay. Melodia a ajuns în Top10 în Pop 100, iar sǎptǎmâna urmǎtoare a debutat în Hot 100, topul oficial al Statelor Unite. "Cool" a atins #13 și a rǎmas în top 20 de sǎptǎmâni.
În Canada, "Cool" a fost lansat pe 13 iulie 2005. Melodia a atins Top5 în topul canadian și a stat în Top10 pentru încǎ o lunǎ.
Melodia a fost lansatǎ în Australia, Europa și Noua Zeelandă pe 22 august 2005. What You Waiting For? și Rich Girl atinserǎ Top5 iar Hollaback Girl Top10."Cool" a continuat "tradiția" de a atinge poziții joase, debutând pe locul #11, apoi coborând din top. Melodiile anterioare ale artistei au avut un succes mai mare în Australia, "What You Waiting For?" & "Hollaback Girl" debutând pe locul #1 iar "Rich Girl" pe locul #2. Cool a debutat pe locul #10 și a coborât repede din top.
Cu toate cǎ singlelul a atins #1 în Argentina, și Top10 în Olanda, România și Noua Zeelandă , a fost numai un Top20 hit în Germania, Irlanda, Italia și Norvegia. Melodia a ajuns Top5 în Rusia și Africa de Sud, dar nu a avut succes în Japonia-#75. A atins #6 în United World Chart, și a ajuns în Top30 în Brazilia.

## Videoclip
Clipul a fost regizat de Sophie Muller și a fost filmat lângǎ lacul Como din Italia. Videoclipul urmǎrește tema melodiei îndeaproape și povestește relația lui Stefani, cu fostul iubit, Tony Kanal, jucat de Daniel González. González și noua iubitǎ (interpretatǎ de iubita lui Kanal, Erin Lokitz) merg spre o casǎ. Stefani rǎspunde la ușǎ, iar cei trei sunt arǎtați bucurându-se de compania celuilalt, în timp ce alte imagini o înfǎțișeazǎ pe Stefani pe un pat. Sunt folosite si unele flashback-uri, reprezentându-i pe Stefani și fostul iubit pe vremea când erau împreunǎ, unde poartǎ o perucǎ brunetǎ, reprezentând-o pe aceasta tânǎrǎ (culoarea naturalǎ brunetǎ a pǎrului ei nu a fost vǎzutǎ din clasa a IX-a).
Videoclipul înfǎțișeazǎ pǎduri, lacuri și restaurante din jurul lacului Como, și a fost primul în care nu au apǎrut fetele Harajuku, care au fost prezente în majoritatea promovǎrii albumului. Versiunea completǎ a melodiei difuzatǎ în clip este valabilǎ pe formate digitale.
"Cool" a avut premiera în timpul emisiunii MTV, Total Request Live pe 30 iunie 2005, ajungând pe locul #3. În topul VH1 Top 20 Video Countdown melodia a ajuns pe locul #2, iar în topul MuscMusic Countdown #1.

## Topuri
| Chart (2005)                 | Poziție maximǎ |
| ---------------------------- | -------------- |
| Argentine Singles Chart      | 1              |
| Australian Singles Chart     | 10             |
| Austrian Singles Chart       | 15             |
| Brazil Singles Chart         | 30             |
| Canadian Singles Chart       | 1              |
| Danish Singles Chart         | 14             |
| Dutch Singles Chart          | 6              |
| Finnish Singles Chart        | 18             |
| French Singles Chart         | 32             |
| German Singles Chart         | 20             |
| Irish Singles Chart          | 12             |
| Italian Singles Chart        | 15             |
| Japanese Airplay Chart       | 75             |
| Latin American Singles Chart | 12             |
| New Zealand Singles Chart    | 9              |

| Chart (2005)                             | Peak position |
| ---------------------------------------- | ------------- |
| Norwegian Singles Chart                  | 16            |
| Philippine Top Hits                      | 2             |
| Romanian Top 100                         | 9             |
| Russian Airplay Chart                    | 5             |
| South African Airplay Chart              | 4             |
| Swiss Singles Chart                      | 24            |
| United World Chart                       | 6             |
| UK Singles Chart                         | 11            |
| U.S. Billboard Hot 100                   | 13            |
| U.S. Billboard Adult Contemporary        | 23            |
| U.S. Billboard Adult Top 40              | 4             |
| U.S. Billboard Hot Dance Music/Club Play | 1             |
| U.S. Billboard Pop 100                   | 9             |
| U.S. Billboard Top 40 Mainstream         | 9             |